# ام. ۱۶ منتور
ام. ۱۶ منتور (به انگلیسی: Miles_Mentor) یک هواگرد ملخ‌پیشین تک‌موتوره از نوع آموزشی و ارتباطی ساخت شرکت Miles Aircraft Limited است. هواگرد ام. ۱۶ منتور نخستین پروازش را در ۵ ژانویه ۱۹۳۸ میلادی انجام داد. این هواگرد در سال ۱۹۳۸ میلادی رسماً معرفی گردید. در مجموع، تعداد ۴۵ فروند از این هواگرد ساخته شده‌است.